# Форте-деи-Марми
Фо́рте-де́и-Ма́рми (итал. Forte dei Marmi, иногда также ошибочно Форте-дей-Марми) — коммуна в Италии, располагается в регионе Тоскана, в провинции Лукка.
Население составляет 7249 человек(31-12-2018), плотность населения составляет 816,33 чел./км². Занимает площадь 8,88 км². Почтовый индекс — 55042. Телефонный код — 0584.
Покровителем коммуны почитается святой Эрмет Римский, празднование 28 августа.

## Демография
Динамика населения:

## Администрация коммуны
- Официальный сайт: http://www.comune.forte-dei-marmi.lucca.it/

## Культура и достопримечательности
Крепость Форте-деи-Марми («мраморный форт»), давшая городу его название, построена в 1782 году. Среди других достопримечательностей — Музей сатиры и карикатуры. Каждый год в июле—сентябре здесь проходит Международный фестиваль сатиры.
За городом находится несколько термальных источников. В направлении коммун Серавецца и Пьетрасанта лежит Via Provinciale — старинная дорога, проложенная Микеланджело для транспортировки мрамора, добытого здесь ещё в Средние века.

## Курорт
В 1937 году в Форте-деи-Марми родилась будущая королева Бельгии Паола. После того, как в 1930-х годах здесь приобрёл виллу автомобильный промышленник, основатель Fiat, Джованни Аньелли, Форте-деи-Марми стал считаться фешенебельным местом летнего отдыха. Позднее виллы здесь приобрели такие состоятельные итальянцы, как Миучча Прада и Джорджо Армани.
В 2000-х годах Форте-деи-Марми получил известность как крайне дорогое место отдыха богатых россиян и представителей иных стран СНГ.
По некоторым данным, россиянам принадлежит 2500 из 7000 домов.
Среди владельцев недвижимости в городе: Роман Абрамович, семья Олега Дерипаски, семья Михаила Куснировича, Борис Громов, Андрей Бойко, Олег Тиньков, Владимир Зеленский.
В 2010 году власти Форте-деи-Марми ввели запрет на продажу новых домов иностранцам. В интервью британской газете The Guardian мэр города Умберто Буратти (Umberto Buratti) заявил, что запрет на продажу недвижимости иностранцам направлен в первую очередь против россиян. В сентябре 2010 года мэр прилетел в Москву, чтобы развеять эти слухи.
В 2018 году коммуна получила дополнительную известность благодаря находящейся на её территории вилле заместителя председателя правительства России Александра Хлопонина, которую в 2017 году приобрела за 35,5 млн евро офшорная компания, связанная с Михаилом Прохоровым.